# Sprint féminin de biathlon aux Jeux olympiques de 2022
Navigation
Pyeongchang 2018 Milan-Cortina 2026
L'épreuve féminine du sprint 7,5 km de biathlon aux Jeux olympiques de 2022 a lieu le 11 février 2022 au Centre de ski nordique et de biathlon de Guyangshu. Marte Olsbu Røiseland remporte son premier titre olympique individuel en dominant largement l'épreuve avec un sans-faute au tir et le meilleur temps à skis. Elvira Öberg et Dorothea Wierer qui l'accompagnent sur le podium sont également à 10 sur 10, la Suédoise en argent pour son 5e temps à skis, et l'Italienne en bronze pour sa rapidité au pas de tir. Pour la sœur de Hanna Öberg, il s'agit de son premier podium, et pour Dorothea Wierer, sa première médaille individuelle aux Jeux. Kristina Reztsova, particulièrement rapide sur la piste, compense deux tours de pénalité pour finir à la sixième place. Très rapide elle aussi (deuxième temps à skis), Hanna Sola est plombée par quatre fautes et termine 26e.

## Médaillées
| Or                          | Argent             | Bronze                |
| Marte Olsbu Røiseland (NOR) | Elvira Öberg (SWE) | Dorothea Wierer (ITA) |

## Résultats
L'épreuve commence à 17 heures - Classement
Légende : C - Couché ; D - Debout
| Rang                                | Dossard | Nom                        | Nationalité  | Pénalités (C+D) | Temps         | Ecart         |
| ----------------------------------- | ------- | -------------------------- | ------------ | --------------- | ------------- | ------------- |
| Médaille d'or, Jeux olympiques      | 5       | Marte Olsbu Røiseland      | Norvège      | 0 (0+0)         | 20 min 44 s 3 |               |
| Médaille d'argent, Jeux olympiques  | 45      | Elvira Öberg               | Suède        | 0 (0+0)         | 21 min 15 s 2 | +30 s 9       |
| Médaille de bronze, Jeux olympiques | 22      | Dorothea Wierer            | Italie       | 0 (0+0)         | 21 min 21 s 5 | +37 s 2       |
| 4                                   | 33      | Lisa Theresa Hauser        | Autriche     | 0 (0+0)         | 21 min 31 s 6 | +47 s 3       |
| 5                                   | 30      | Ingrid Landmark Tandrevold | Norvège      | 0 (0+0)         | 21 min 44 s 5 | +1 min 00 s 2 |
| 6                                   | 7       | Kristina Reztsova          | ROC          | 2 (1+1)         | 21 min 49 s 3 | +1 min 05 s 0 |
| 7                                   | 35      | Anna Magnusson             | Suède        | 0 (0+0)         | 21 min 50 s 2 | +1 min 05 s 9 |
| 8                                   | 57      | Yuliia Dzhima              | Ukraine      | 1 (0+1)         | 21 min 51 s 8 | +1 min 07 s 5 |
| 9                                   | 55      | Anaïs Bescond              | France       | 1 (1+0)         | 21 min 53 s 1 | +1 min 08 s 8 |
| 10                                  | 4       | Alina Stremous             | Moldavie     | 0 (0+0)         | 21 min 59 s 5 | +1 min 15 s 2 |
| 11                                  | 1       | Tiril Eckhoff              | Norvège      | 2 (1+1)         | 22 min 00 s 4 | +1 min 16 s 1 |
| 12                                  | 49      | Linn Persson               | Suède        | 1 (0+1)         | 22 min 03 s 9 | +1 min 19 s 6 |
| 13                                  | 36      | Uliana Nigmatullina        | ROC          | 2 (2+0)         | 22 min 11 s 8 | +1 min 27 s 5 |
| 14                                  | 18      | Paulína Fialková           | Slovaquie    | 1 (0+1)         | 22 min 12 s 0 | +1 min 27 s 7 |
| 15                                  | 24      | Dzinara Alimbekava         | Biélorussie  | 1 (0+1)         | 22 min 12 s 8 | +1 min 28 s 5 |
| 16                                  | 27      | Monika Hojnisz             | Pologne      | 1 (1+0)         | 22 min 12 s 9 | +1 min 28 s 6 |
| 17                                  | 6       | Milena Todorova            | Bulgarie     | 1 (1+0)         | 22 min 15 s 4 | +1 min 31 s 1 |
| 18                                  | 38      | Vanessa Voigt              | Allemagne    | 0 (0+0)         | 22 min 15 s 7 | +1 min 31 s 4 |
| 19                                  | 52      | Hanna Öberg                | Suède        | 3 (1+2)         | 22 min 19 s 1 | +1 min 34 s 8 |
| 20                                  | 43      | Irina Kazakevich           | ROC          | 1 (0+1)         | 22 min 23 s 7 | +1 min 39 s 4 |
| 21                                  | 3       | Katharina Innerhofer       | Autriche     | 2 (0+2)         | 22 min 26 s 4 | +1 min 42 s 1 |
| 22                                  | 9       | Denise Herrmann            | Allemagne    | 2 (1+1)         | 22 min 29 s 4 | +1 min 45 s 1 |
| 23                                  | 40      | Lena Häcki                 | Suisse       | 2 (1+1)         | 22 min 30 s 3 | +1 min 46 s 0 |
| 24                                  | 70      | Anastasiya Merkushyna      | Ukraine      | 1 (1+0)         | 22 min 31 s 6 | +1 min 47 s 3 |
| 25                                  | 56      | Lucie Charvátová           | Tchéquie     | 1 (0+1)         | 22 min 35 s 6 | +1 min 51 s 3 |
| 26                                  | 16      | Hanna Sola                 | Biélorussie  | 4 (1+3)         | 22 min 36 s 4 | +1 min 52 s 1 |
| 27                                  | 65      | Susan Dunklee              | États-Unis   | 0 (0+0)         | 22 min 39 s 5 | +1 min 55 s 2 |
| 28                                  | 8       | Mari Eder                  | Finlande     | 2 (0+2)         | 22 min 39 s 8 | +1 min 55 s 5 |
| 29                                  | 28      | Julia Simon                | France       | 3 (1+2)         | 22 min 40 s 3 | +1 min 56 s 0 |
| 30                                  | 73      | Franziska Preuß            | Allemagne    | 2 (0+2)         | 22 min 41 s 4 | +1 min 57 s 1 |
| 31                                  | 26      | Jessica Jislová            | Tchéquie     | 1 (1+0)         | 22 min 42 s 7 | +1 min 58 s 4 |
| 32                                  | 47      | Emma Lunder                | Canada       | 1 (0+1)         | 22 min 47 s 6 | +2 min 03 s 3 |
| 33                                  | 29      | Tuuli Tomingas             | Estonie      | 2 (1+1)         | 22 min 49 s 2 | +2 min 04 s 9 |
| 34                                  | 81      | Joanne Reid                | États-Unis   | 2 (0+2)         | 22 min 54 s 9 | +2 min 10 s 6 |
| 35                                  | 44      | Tang Jialin                | Chine        | 1 (1+0)         | 23 min 03 s 5 | +2 min 19 s 2 |
| 36                                  | 25      | Lisa Vittozzi              | Italie       | 4 (4+0)         | 23 min 09 s 1 | +2 min 24 s 8 |
| 37                                  | 60      | Deedra Irwin               | États-Unis   | 2 (0+2)         | 23 min 10 s 1 | +2 min 25 s 8 |
| 38                                  | 59      | Ida Lien                   | Norvège      | 4 (1+3)         | 23 min 10 s 3 | +2 min 26 s 0 |
| 39                                  | 21      | Fuyuko Tachizaki           | Japon        | 1 (0+1)         | 23 min 10 s 8 | +2 min 26 s 5 |
| 40                                  | 15      | Iryna Petrenko             | Ukraine      | 2 (2+0)         | 23 min 11 s 7 | +2 min 27 s 4 |
| 41                                  | 19      | Markéta Davidová           | Tchéquie     | 4 (2+2)         | 23 min 11 s 8 | +2 min 27 s 5 |
| 41                                  | 37      | Ivona Fialková             | Slovaquie    | 4 (1+3)         | 23 min 11 s 8 | +2 min 27 s 5 |
| 43                                  | 63      | Johanna Talihärm           | Estonie      | 0 (0+0)         | 23 min 13 s 3 | +2 min 29 s 0 |
| 44                                  | 87      | Susan Külm                 | Estonie      | 1 (0+1)         | 23 min 15 s 3 | +2 min 31 s 0 |
| 45                                  | 79      | Julia Schwaiger            | Autriche     | 2 (1+1)         | 23 min 16 s 2 | +2 min 31 s 9 |
| 46                                  | 10      | Clare Egan                 | États-Unis   | 3 (1+2)         | 23 min 16 s 4 | +2 min 32 s 1 |
| 47                                  | 67      | Svetlana Mironova          | ROC          | 3 (0+3)         | 23 min 17 s 6 | +2 min 33 s 3 |
| 48                                  | 2       | Justine Braisaz-Bouchet    | France       | 3 (1+2)         | 23 min 18 s 4 | +2 min 34 s 1 |
| 49                                  | 31      | Ekaterina Avvakumova       | Corée du Sud | 2 (2+0)         | 23 min 19 s 4 | +2 min 35 s 1 |
| 50                                  | 62      | Baiba Bendika              | Lettonie     | 3 (1+2)         | 23 min 20 s 7 | +2 min 36 s 4 |
| 51                                  | 58      | Suvi Minkkinen             | Finlande     | 1 (0+1)         | 23 min 21 s 7 | +2 min 37 s 4 |
| 52                                  | 12      | Galina Vishnevskaya        | Kazakhstan   | 1 (1+0)         | 23 min 22 s 6 | +2 min 38 s 3 |
| 53                                  | 41      | Kamila Żuk                 | Pologne      | 1 (1+0)         | 23 min 22 s 9 | +2 min 38 s 6 |
| 54                                  | 17      | Amy Baserga                | Suisse       | 2 (2+0)         | 23 min 24 s 2 | +2 min 39 s 9 |
| 55                                  | 83      | Vanessa Hinz               | Allemagne    | 3 (1+2)         | 23 min 24 s 3 | +2 min 40 s 0 |
| 56                                  | 77      | Regina Oja                 | Estonie      | 2 (1+1)         | 23 min 24 s 4 | +2 min 40 s 1 |
| 57                                  | 78      | Samuela Comola             | Italie       | 1 (1+0)         | 23 min 30 s 7 | +2 min 46 s 4 |
| 58                                  | 68      | Tereza Voborníková         | Tchéquie     | 2 (2+0)         | 23 min 30 s 9 | +2 min 46 s 6 |
| 59                                  | 23      | Polona Klemenčič           | Slovénie     | 2 (1+1)         | 23 min 31 s 2 | +2 min 46 s 9 |
| 60                                  | 14      | Iryna Leshchanka           | Biélorussie  | 3 (2+1)         | 23 min 32 s 5 | +2 min 48 s 2 |
| 61                                  | 46      | Chu Yuanmeng               | Chine        | 2 (1+1)         | 23 min 32 s 6 | +2 min 48 s 3 |
| 62                                  | 64      | Meng Fanqi                 | Chine        | 1 (1+0)         | 23 min 33 s 7 | +2 min 49 s 4 |
| 63                                  | 53      | Gabrielė Leščinskaitė      | Lituanie     | 0 (0+0)         | 23 min 37 s 1 | +2 min 52 s 8 |
| 64                                  | 11      | Lotte Lie                  | Belgique     | 3 (3+0)         | 23 min 41 s 1 | +2 min 56 s 8 |
| 65                                  | 34      | Ukaleq Slettemark          | Danemark     | 0 (0+0)         | 23 min 54 s 6 | +3 min 10 s 3 |
| 66                                  | 89      | Anna Mąka                  | Pologne      | 3 (1+2)         | 23 min 55 s 4 | +3 min 11 s 1 |
| 67                                  | 50      | Sari Maeda                 | Japon        | 3 (1+2)         | 23 min 58 s 9 | +3 min 14 s 6 |
| 68                                  | 13      | Anaïs Chevalier-Bouchet    | France       | 4 (1+3)         | 24 min 02 s 0 | +3 min 17 s 7 |
| 69                                  | 75      | Kinga Zbylut               | Pologne      | 2 (1+1)         | 24 min 05 s 1 | +3 min 20 s 8 |
| 70                                  | 71      | Elena Kruchynkina          | Biélorussie  | 4 (1+3)         | 24 min 10 s 1 | +3 min 25 s 8 |
| 71                                  | 32      | Natalia Ushkina            | Roumanie     | 2 (1+1)         | 24 min 14 s 3 | +3 min 30 s 0 |
| 72                                  | 76      | Henrieta Horvátová         | Slovaquie    | 1 (1+0)         | 24 min 20 s 7 | +3 min 36 s 4 |
| 73                                  | 82      | Erika Jänkä                | Finlande     | 0 (0+0)         | 24 min 20 s 9 | +3 min 36 s 6 |
| 74                                  | 85      | Yurie Tanaka               | Japon        | 1 (0+1)         | 24 min 21 s 5 | +3 min 37 s 2 |
| 75                                  | 69      | Nastassia Kinnunen         | Finlande     | 3 (1+2)         | 24 min 30 s 0 | +3 min 45 s 7 |
| 76                                  | 88      | Ding Yuhuan                | Chine        | 2 (1+1)         | 24 min 33 s 1 | +3 min 48 s 8 |
| 77                                  | 20      | Megan Bankes               | Canada       | 3 (1+2)         | 24 min 35 s 4 | +3 min 51 s 1 |
| 78                                  | 66      | Maria Zdravkova            | Bulgarie     | 1 (0+1)         | 24 min 39 s 1 | +3 min 54 s 8 |
| 79                                  | 54      | Živa Klemenčič             | Slovénie     | 3 (3+0)         | 24 min 43 s 6 | +3 min 59 s 3 |
| 80                                  | 80      | Sarah Beaudry              | Canada       | 2 (1+1)         | 24 min 45 s 9 | +4 min 01 s 6 |
| 81                                  | 72      | Emily Dickson              | Canada       | 3 (2+1)         | 24 min 50 s 3 | +4 min 06 s 0 |
| 82                                  | 39      | Federica Sanfilippo        | Italie       | 5 (3+2)         | 24 min 57 s 1 | +4 min 12 s 8 |
| 83                                  | 42      | Kim Seon-su                | Corée du Sud | 1 (1+0)         | 25 min 18 s 2 | +4 min 33 s 9 |
| 84                                  | 86      | Daniela Kadeva             | Bulgarie     | 1 (1+0)         | 25 min 26 s 4 | +4 min 42 s 1 |
| 85                                  | 48      | Dunja Zdouc                | Autriche     | 2 (0+2)         | 25 min 32 s 1 | +4 min 47 s 8 |
| 86                                  | 51      | Alla Ghilenko              | Moldavie     | 4 (2+2)         | 26 min 04 s 6 | +5 min 20 s 3 |
| 87                                  | 74      | Asuka Hachisuka            | Japon        | 4 (4+0)         | 26 min 06 s 7 | +5 min 22 s 4 |
| 88                                  | 84      | Veronika Machyniaková      | Slovaquie    | 3 (2+1)         | 26 min 13 s 2 | +5 min 28 s 9 |
| 89                                  | 61      | Lora Hristova              | Bulgarie     | 4 (3+1)         | 26 min 27 s 7 | +5 min 43 s 4 |